# Liste der Monuments historiques in Seigné
Die Liste der Monuments historiques in Seigné führt die Monuments historiques in der französischen Gemeinde Seigné auf.

## Liste der Bauwerke
| Bezeichnung       | Beschreibung              | Standort | Kennzeichnung | Schutzstatus | Datum | Bild           |
| ----------------- | ------------------------- | -------- | ------------- | ------------ | ----- | -------------- |
| Kirche Notre-Dame | Erbaut im 12. Jahrhundert | (Lage)   | PA00105270    | Classé       | 1969  | weitere Bilder |

## Liste der Objekte
| Bezeichnung               | Beschreibung                                             | Standort                        | Kennzeichnung | Schutzstatus | Datum | Bild |
| ------------------------- | -------------------------------------------------------- | ------------------------------- | ------------- | ------------ | ----- | ---- |
| Skulptur Madonna und Kind | Holz, farbig gefasst, vermutlich aus dem 18. Jahrhundert | in der Kirche Notre-Dame (Lage) | PM17001487    | Inscrit      | 1985  |      |
| Tabernakel                | Holz, farbig gefasst und vergoldet, 17. Jahrhundert      | in der Kirche Notre-Dame (Lage) | PM17000523    | Classé       | 1980  |      |
| Retabel                   | Holz, 18. Jahrhundert                                    | in der Kirche Notre-Dame (Lage) | PM17000873    | Inscrit      | 1975  |      |